# Теория португальского открытия Австралии
Теория португальского открытия Австралии — наиболее обоснованная из альтернативных теорий открытия Австралии. Утверждает, что до Виллема Янсзона, первого из европейцев, сообщившего об исследовании Австралии в 1606 году, континент был исследован португальскими мореплавателями. Кроме португальцев, некоторые теории приписывают также первенство открытия континента французам и испанцам.

## Содержание теории

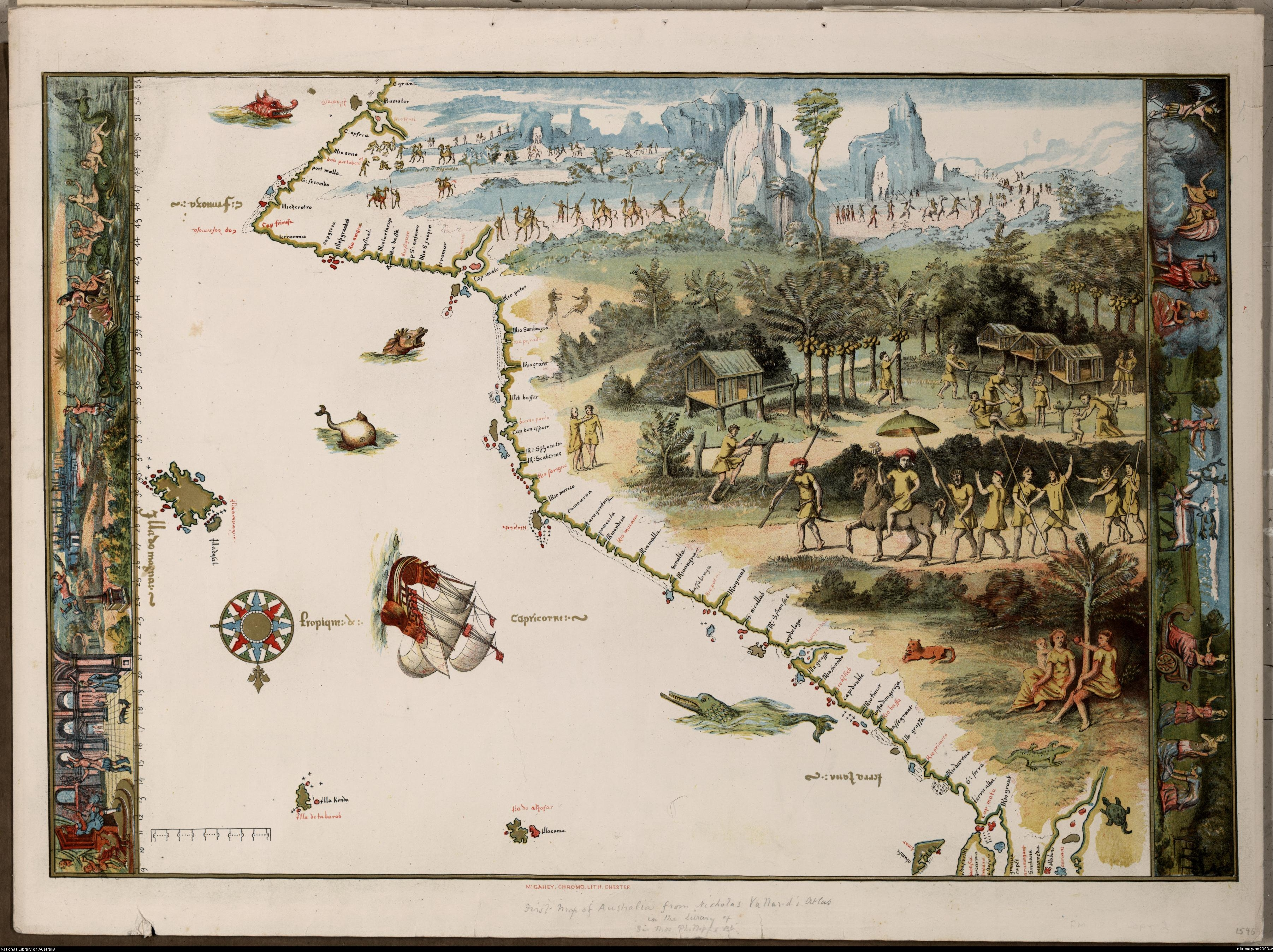
Восточное побережье Жав-Ля-Гранд в атласе Николя Валлара 1547 года. Воспроизводится по копии 1847 года, Национальная библиотека Австралии.

Теория об открытии Австралии португальцами между 1521 и 1524 годом основывается на следующих тезисах:
- Существование земли большого размера, под названием Жав-Ля-Гранд (фр. Jave La Grande), показано на целом ряде французских карт середины XVI века, так называемых Дьепских картах, где эта земля помещена южнее современной Индонезии. Географические названия, относящиеся к этой земле, даны на французском, португальском, а также во французской передаче португальского. Часть названий может быть интерпретирована как передающие реальную географию северо-западного и восточного побережий Австралии.
- Португальцы с начала XVI века постоянно плавали в Юго-Восточную Азию. В частности, в 1513—1516 годах они исследовали и колонизировали Тимор, лежащий менее чем в 500 километрах от побережья Австралии.
- Некоторые археологические находки на побережье Австралии и Новой Зеландии так и не получили удовлетворительного объяснения и могут быть связаны с ранними плаваниями европейцев к берегам Австралии.

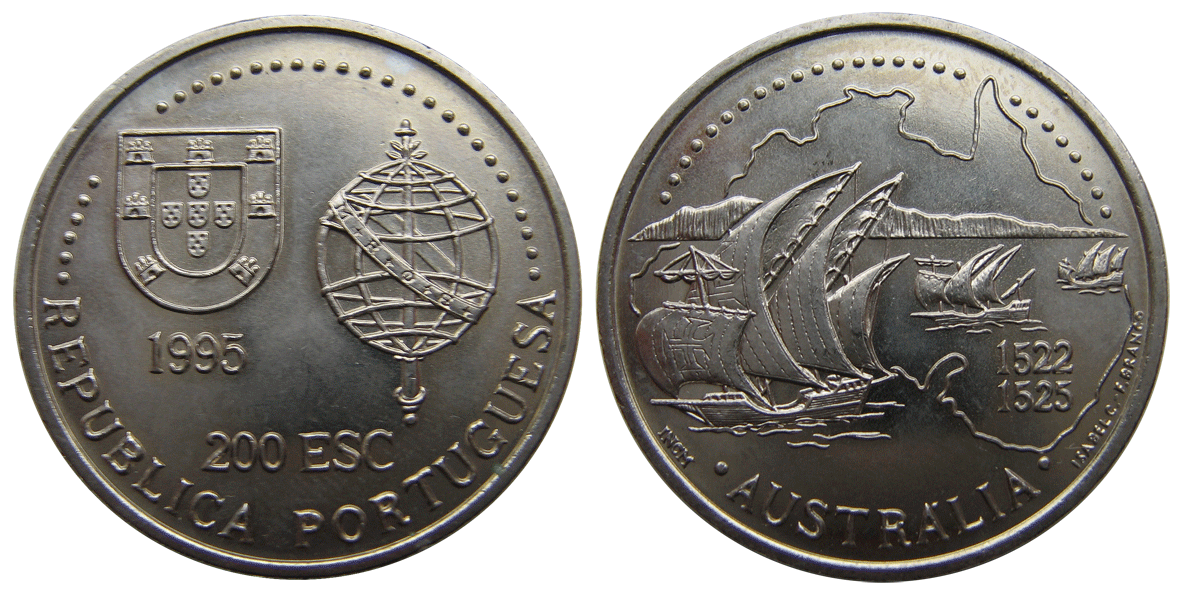
Теория открытия Австралии на памятной португальской монете в 200 эскудо.

## Криштован де Мендонса
В 1509 году португальская флотилия Диогу Лопиша де Сикейра достигла Молуккских островов, а через несколько лет португальцы обосновались там и, построив ряд факторий, стали отправлять экспедиции к югу и востоку от Молукк. По мнению ряда историков, одна из таких экспедиций под командованием Криштована де Мендонсы в 1522 году посетила северо-западное побережье Австралии.

## Археологические данные
В 1916 году на небольшом острове у побережья Кимберли команда австралийского крейсера «Энкаунтер» нашла две бронзовые пушки различной конструкции и калибра, оба длиной около метра. Первоначально эти пушки были ошибочно классифицированы как карронады, поэтому и остров получил название остров Карронад (Carronade Island). Долгое время, следуя интерпретации писателя Кеннета Макинтайра, эти пушки считались одним из важных доказательств теории португальского открытия Австралии. Однако в 2004 и 2007 годах исследование Джереми Грина из Музея Западной Австралии определило, что это не карронады, а так называемые вертлюжные пушки — ручные орудия малого калибра, которые устанавливались на бортах корабля на шарнирах. Рентгеновский и химический анализ металла показал, что эти пушки были изготовлены в конце XVIII века в Индонезии, что свидетельствует в пользу того, что они, видимо, тоже принадлежали макасарам. Эти сведения подтверждает Мэтью Флиндерс, упоминавший о небольших вертлюжных пушках на макасарских пераху.
В январе 2012 года ещё одна такая бронзовая пушка была найдена недалеко от города Дарвин. Австралийская пресса также поспешила объявить её португальской, но и в этом случае исследование установило, что пушка изготовлена в Юго-Восточной Азии.
Некоторые исследователи связывают с португальцами появление в Новой Зеландии т. н. «Тамильского колокола».